# 2010년 4월
| 2010년: 1월 · 2월 · 3월 · 4월 · 5월 · 6월 · 7월 · 8월 · 9월 · 10월 · 11월 · 12월 |

| <          | 2010년 4월 | 2010년 4월 | 2010년 4월  | 2010년 4월  | 2010년 4월 | >          |
| 일         | 월         | 화         | 수          | 목          | 금         | 토         |
|            |            |            |             | 1 2.17 신사 | 2 18 임오  | 3 19 계미  |
| 4 20 갑신  | 5 21 을유  | 6 22 병술  | 7 23 정해   | 8 24 무자   | 9 25 기축  | 10 26 경인 |
| 11 27 신묘 | 12 28 임진 | 13 29 계사 | 14 3.1 갑오 | 15 2 을미   | 16 3 병신  | 17 4 정유  |
| 18 5 무술  | 19 6 기해  | 20 7 경자  | 21 8 신축   | 22 9 임인   | 23 10 계묘 | 24 11 갑진 |
| 25 12 을사 | 26 13 병오 | 27 14 정미 | 28 15 무신  | 29 16 기유  | 30 17 경술 |            |

| - 4월 10일 - 레흐 카친스키 - 4월 21일 - 사마란치 - 4월 23일 - 나탈리아 라브로바가 - 4월 25일 - 최경자 편집하기 |

## 2010년4월 30일
- 상하이 세계박람회가 개막식 겸 전야제를 가졌다. 박람회 기간은 2010년 5월 1일부터 10월 31일까지 약 6개월간이다.
- 김희중 대주교가 제9대 한국 천주교 광주대교구장으로 임명되어 교구장좌에 착좌하였다.

## 2010년4월 29일
- 천안함 침몰 사고: 천안함 침몰 사건 희생 장병에 대한 영결식이 치러졌으며, 희생 장병 모두에게 화랑무공훈장과 1계급이 추서되었다.

## 2010년4월 27일
- 세계에서 가장 긴 방조제인 대한민국의 새만금 방조제가 준공되었다.
- 산악인 오은선 대장이 여성으로는 세계 최초로 히말라야 14좌 완등에 성공하였다.

## 2010년4월 26일
- 오스트리아의 현 대통령인 하인츠 피셔가 재선에 성공하였다.

## 2010년4월 25일
- 원로 디자이너 최경자 국제패션디자인학원 명예이사장이 지병으로 별세했다.

## 2010년4월 23일
- 그리스 총리가 국제통화기금과 유로존에 구제금융을 요청했다.
- 러시아의 체조 선수 및 코치인 나탈리야 라브로바가 교통 사고로 사망했다.

## 2010년4월 22일
- 천안함 침몰 사고: 천안함 침몰 사건으로 실종됐던 박보람 하사의 시신이 발견됐다.

## 2010년4월 21일
- 후안 안토니오 사마란치 전 국제 올림픽 위원장이 별세했다.

## 2010년4월 20일
- 대한민국 서울중앙지검이, 망명한 전 조선민주주의인민공화국 노동당 비서 황장엽을 살해할 목적으로 위장 탈북했다며 국가보안법 위반 혐의로 2명을 구속했다.
- 대한민국 문화방송 PD수첩이 건설업자가 검사들을 접대했다고 주장하는 '상납 일지'를 폭로하는 내용을 방송했다.
- 미국 남부 루이지애나주 연안 멕시코만에서 원유 시추설비 '딥 워터 호라이즌'호가 폭발하였다. 이 사고로 최소 11명이 실종되고 7명이 중상을 입었으며, 설비훼손으로 인하여 심해의 유정에서 원유가 유출했다.

## 2010년4월 15일
- 반정부 시위로 실각한 키르기스스탄의 쿠르만벡 바키예프 대통령이 인접국 카자흐스탄으로 떠났다고 AP 통신이 보도했다.
- 천안함 침몰 사고: 천안함의 함미를 인양하여 실종 해군 장병 36명의 시신을 수습했다.
- 대한민국의 해군 3함대 소속 링크스 헬기가 초계비행 도중 진도군 부근에서 실종되었다.

## 2010년4월 14일
- 중화인민공화국 칭하이성 위수 티베트족 자치주에서 발생한 지진으로 수백 명의 사망자가 발생했다.
- 아이슬란드 남부의 에이야퍄틀라이외쿠틀 빙하 아래에서 화산이 폭발해 생긴 화산재로 유럽 지역의 항공기 운항이 전면 중단됐다.

## 2010년4월 13일
- 美 오바마 대통령이 2012년 제2차 핵안보정상회의의 차기 개최국을 한국으로 지정, 참가국 만장일치로 서울 개최가 확정되었다.
- 마이크로소프트에서 서비스팩이 설치되지 않은 윈도우 비스타에 대한 지원을 중단했다.

## 2010년4월 12일
- 핵안보정상회의가 미국 워싱턴 컨벤션센터에서 13일까지 개최되었다.

## 2010년4월 10일
- 러시아 서부 스몰렌스크 인근에서 폴란드의 레흐 카친스키 대통령과 영부인 등 132명이 탑승한 항공기가 추락하여 탑승자 전원이 사망하였다.

## 2010년4월 9일
- 대한민국 시인 고은의 연작시편 《만인보(萬人譜)》가 총 작품 수 4천1편, 전 30권으로 완간됐다.
- 조선민주주의인민공화국의 제12기 최고인민회의 2차 회의가 평양 만수대의사당에서 열렸다.
- 대한민국 서울중앙지법은 수뢰 혐의로 기소된 한명숙 전 총리에 대해 1심 재판에서 무죄를 선고했다.

## 2010년4월 8일
- 산소 없이 사는 동문동물의 일종이 지중해 심해에서 최초로 발견됐다고 라이브사이언스닷컴이 보도했다.
- 조선민주주의인민공화국은 성명을 통해 금강산관광지구 내의 남한 정부와 한국관광공사 소유 부동산 가운데 일부를 동결하겠다고 선언했다.
- 키르기스스탄 야당연합의 로자 오툰바예바는 시위사태 후 첫 기자회견에서 “모든 권력이 과도정부로 넘어왔다”고 밝혔다.
- 남아프리카공화국 스테르크폰테인 유적지에서 초기 원인과 현생인류의 특징을 모두 갖춘 화석 유골 2구가 공개됐다.

## 2010년4월 7일
- 키르기스스탄에서 반정부 시위가 전국적으로 발생해 경찰과의 충돌 과정에서 최소 19명이 숨지고 197명이 다쳤다.
- 천안함 침몰 사고: 실종된 김태석 상사의 시신을 인양했다.
- 인도네시아 남서부 수마트라섬에서 리히터 규모 7.7의 지진이 발생했다.

## 2010년4월 6일
- 영국의 고든 브라운 총리가 의회 해산을 선언했다. 다음 총선은 5월 6일 열릴 예정이다.
- 폭로 전문 사이트 위키릭스가 미군 헬기가 이라크 민간인들을 공격하는 동영상을 공개했다.

## 2010년4월 5일
- 멕시코 바하칼리포르니아반도에서 릭터 규모 7.2의 지진이 발생하였다.
- 3월 28일에 일어난 중국 산시성 (산서성) 왕자링 탄광 침수사고로 고립되어 있던 광부 153명 중 114명이 구조되었다.
- MBC 노조 서울지부가 김재철 사장의 퇴진을 요구하며 총파업을 개시하였다.

## 2010년4월 4일
- 소말리아 해역에서 유조선 삼호 드림호가 해적에게 나포되었다.

## 2010년4월 3일
- 천안함 침몰 사고: 실종된 남기훈 상사의 시신을 발견했다.

## 2010년4월 2일
- 천안함 침몰 사고: 천안함 실종자 수색 작업을 돕던 어선 금양 98호가 22시 30분쯤 조난신호를 보낸 뒤 실종되었다.